# Reptiphon
Reptiphon ist ein Berliner Musiklabel und Hörbuchverlag.
Das Label wurde 1999 von Marco Vanselow und Heiko Werning gegründet. Seit 2007 ist Werning alleiniger Geschäftsführer. Zu Peptiphon gehört das Sublabel Popappeal, bei dem zum Beispiel Tonträger von Die Grätenkinder und Superpunk erschienen.

## Interpreten (Auswahl)
Martin Goldenbaum, Jan Koch, Sebastian Krämer, Manfred Maurenbrecher, Marco Tschirpke
Beim Label wurde beispielsweise auch die Doppel-CD zu Falko Hennigs Werk 10 Jahre Reformbühne Heim & Welt: Die historischen Tondokumente (Merenberg 2005, ISBN 3-9809464-8-7.) veröffentlicht. Ebenso erschien dort 2006 die Hörbuch-Doppel-CD der Berliner Lesebühne Die Brauseboys. Wir sind nur Kurzgeschichtenvorleser! (ISBN 3-938625-30-9), herausgegeben von Volker Surmann, Nils Heinrich, Robert Rescue, Hinark Husen, Frank Sorge und Heiko Werning. Hans Duschke, Horst Evers, Andreas Scheffler, Sarah Schmidt, Dr. Seltsam, Hinark Husen und Jürgen Witte veröffentlichten 2007 ihr Lesebühnen-Hörbuch Live im Wedding – Der Frühschoppen. Die Lesebühne. Aufgenommen am 19. und 20. Januar 2007 (ISBN 978-3-938625-37-8) bei Reptiphon.